# Piotr Kaliciński
Piotr Jerzy Kaliciński (ur. 7 marca 1955 w Krakowie) – polski chirurg i transplantolog dziecięcy, profesor nauk medycznych, profesor zwyczajny Instytutu „Pomnik – Centrum Zdrowia Dziecka” w Warszawie.

## Życiorys
Jest synem profesora Zygmunta Henryka Kalicińskiego, również specjalisty chirurgii dziecięcej. Jego starszy brat, Zygmunt Kaliciński, specjalizował się w kardiochirurgii. Piotr Kaliciński został absolwentem warszawskiego Liceum Ogólnokształcącego im. Hugona Kołłątaja. W okresie nauki w szkole średniej był również piłkarzem grającym w kadrze juniorów Gwardii Warszawa.
W 1980 ukończył studia na Akademii Medycznej w Warszawie. Pracę doktorską obronił w 1985. Stopień doktora habilitowanego otrzymał w 1997 (w oparciu o rozprawę zatytułowaną Ocena współczesnych sposobów rozpoznawania oraz porównanie wyników operacji Rehbeina i zmodyfikowanej operacji Duhamela w leczeniu radykalnym choroby Hirschsprunga u dzieci). W 2002 otrzymał tytuł profesora nauk medycznych. Od 1980 zawodowo związany z Instytutem „Pomnik – Centrum Zdrowia Dziecka” w Warszawie, kolejno jako stażysta, młodszy asystent (1980–1983), asystent (1983–1988), starszy asystent (1988–1991), adiunkt (1992–1996), docent (1997–1998). W 1999 został kierownikiem Kliniki Chirurgii Dziecięcej i Transplantacji Narządów, w 2002 otrzymał stanowisko profesora. W 2004 objął także kierownictwo Katedry Ratownictwa Medycznego Uniwersytetu Rzeszowskiego.
Wykonał m.in. pierwsze udane przeszczepienie wątroby (1990), pierwsze przeszczepienie części wątroby od żywego dawcy (1999), pierwsze jednoczasowe przeszczepienie wątroby i nerki (2001), pierwsze przeszczepienie wątroby i jelita (2002).
W 2006 został przewodniczącym Krajowej Rady Transplantacyjnej przy ministrze zdrowia, a w 2008 krajowym konsultantem w zakresie chirurgii dziecięcej.
W 1996 odznaczony Krzyżem Kawalerskim Orderu Odrodzenia Polski.